# کوکب، قریه
کوکب (به عربی: کوکب) یک روستا در سوریه است که در استان ریف دمشق واقع شده‌است. کوکب ۱٬۱۸۸ نفر جمعیت دارد.